# Alchemilla subalpina
Alchemilla subalpina är en rosväxtart som beskrevs av S. Fröhner. Alchemilla subalpina ingår i släktet daggkåpor, och familjen rosväxter. Inga underarter finns listade i Catalogue of Life.